# Rafał Szczepaniak
Rafał Szczepaniak – polski prawnik, radca prawny, doktor habilitowany nauk prawnych, specjalista w zakresie prawa cywilnego, handlowego, gospodarczego oraz samorządu terytorialnego, adiunkt w Katedrze Prawa Cywilnego, Handlowego i Ubezpieczeniowego Uniwersytetu im. Adama Mickiewicza w Poznaniu.

## Życiorys
Studia prawnicze ukończył na Wydziale Prawa i Administracji UAM. W 1999 uzyskał na macierzystym wydziale stopień doktorski na podstawie pracy pt. "Odpowiedzialność deliktowa jednostek samorządu terytorialnego” (promotorem był Marian Kępiński). Habilitował się w 2011 na podstawie oceny dorobku naukowego i rozprawy "Nadużycie prawa do posługiwania się formą osoby prawnej". Pracuje na stanowisku adiunkta w Katedrze Prawa Cywilnego, Handlowego i Ubezpieczeniowego Wydziału Prawa i Administracji UAM.

## Wybrane publikacje
- Odpowiedzialność odszkodowawcza za zakażenie HIV, wyd. 1999, ISBN 83-7177-058-8
- Nowe prawo spółek (redaktor i współautor wraz z M. Knaflewskim i M. Rudnickim), wyd. 2000, ISBN 83-88135-38-4
- Odpowiedzialność odszkodowawcza jednostek samorządu terytorialnego, wyd. 2001, ISBN 83-88296-66-3
- Przekształcanie spółek w praktyce, Wyd. 2001, ISBN 83-88135-83-X
- Polskie prawo spółek (wraz z M. Knaflewskim i M. Rudnickim), wyd. 2002, ISBN 83-87611-21-2
- Nadużycie prawa do posługiwania się formą osoby prawnej, wyd. 2009, ISBN 83-7285-449-1
- ponadto artykuły publikowane w czasopismach prawniczych, m.in. w "Samorządzie Terytorialnym"[1]